# فرناندو (بازیکن فوتبال اهل برزیل، زاده ۱۹۹۲)
فرناندو لوکاس مارتینس (پرتغالی: Fernando Lucas Martins؛ زادهٔ ۳ مارس ۱۹۹۲) بازیکن فوتبال اهل برزیل است.

## باشگاهی
از باشگاه‌هایی که در آن بازی کرده‌است می‌توان به گرمیو، شاختار دونتسک، سمپدوریا، اسپارتاک مسکو و بیجینگ گوان اشاره کرد.

## تیم ملی
وی همچنین در تیم ملی فوتبال برزیل بازی کرده‌است.